# Abdurraman Dibra
Abdurraman Dibra (nevének ejtése abduɾaman dibɾa; Dibra vidéke, 1885 – ?, 1961. február) albán politikus, a két világháború közötti évtizedek közéletének egyik formálója, Amet Zogu pártjának egyik vezéralakja volt. Az egymást követő, Zogu irányítása alatt álló kormányokban több ízben vezette a belügyi (1924, 1927–1928), az oktatásügyi (1929–1930, 1936–1939), illetve a pénzügyi (1933–1935) tárcát.

## Életútja
Muszlim felekezetű családban született. Iskoláit Manasztirban végezte, majd felsőfokú tanulmányokat folytatott Törökországban. Egyetemi évei alatt az Albánia politikai életében az elkövetkezendő évtizedekben meghatározó szerepet játszó Amet Zogu szobatársa volt. Diplomáját 1908-ban szerezte meg, majd az oszmán közigazgatásban helyezkedett el mint Konstantinápoly alprefektusa.
1920-ban tért vissza hazájába, ahol az elkövetkező két évtizedben egykori szobatársa, a miniszterelnöki, később köztársasági elnöki feladatokat ellátó, legvégül királlyá koronázott Zogu köré szerveződő konzervatív politikai elitben vállalt szerepet. A Besa-kör egyik vezetőségi tagjaként, valamint azonos címen (Besa) megjelenő folyóirata főszerkesztőjeként (1931–1936) hazájának fő véleményformálói közé tartozott.
1924. május 27-étől június 10-éig a rövid életű, a júniusi forradalom során elsöpört Vrioni-kormányban vezette a belügyminisztériumot. 1927. február 12-étől, Pjetër Poga kabinetjében ismét belügyminiszter volt. A közmunkaügyi miniszter Hilë Mosival éles vitába keveredtek az útépítési és útadó-törvénytervezet kapcsán, amely a kormány működésének ellehetetlenüléséhez, végül 1928. május 9-ei feloszlásához vezetett. A korabeli publicisztikák egy része Zogu által mesterségesen gerjesztett figyelemelterelő műveletnek tartotta a két miniszter vitáját, amit igazolhat az is, hogy a tárcáját veszített Dibra az ezt követő időszakban tevékenyen hozzájárult a monarchiába való átmenet és Zogu megkoronázásának 1928. szeptemberi levezénylésében. Koço Kota kormányában 1929. január 14-én oktatási miniszteri kinevezést kapott, s a kabinet 1930. március 6-ai feloszlatásáig vezette a tárca munkáját. 1932-től szűkebb pátriája, Dibra nemzetgyűlési képviselője volt, egyúttal 1933. január 12-étől 1935. október 21-éig Pandeli Evangjeli újjáalakított negyedik kormányában látta el a pénzügyminiszteri feladatkört. 1936. november 8-ától 1939. április 8-áig Kota második kormányában ismét az oktatási minisztérium élén állt. Hároméves miniszterségének egyik eredménye a tiranai nemzeti stadion építésének beindítása volt.
Albánia olasz megszállásakor, 1939 áprilisában egy mintegy ötszáz fős irreguláris csapat élén részt vett a fegyveres ellenállásban. Hazája elfoglalását követően előbb Törökországba emigrált, később Olaszországba internálták, ahol 1940 elejétől 1943 szeptemberéig Firenzében élt. Ekkor visszatért Albániába, de a politikától és a közélettől visszavonulva Dibrában telepedett le. A kommunista hatalomátvételt követően, noha Zoguhoz fűződő politikai kapcsolata közismert volt, egykori eszmetársaitól eltérően Dibrát nem tartóztatták le. Miután azonban Párizsban tanulmányokat folytatott fiát, Qenan Dibrát 1946 közepén letartóztatták és kivégezték azzal a váddal, hogy tanulmányi évei alatt egy monarchista csoport vezetője volt, családtagjait, köztük apját is, Durrësbe internálták.
1951-ben végül Hoxha államrendőrsége letartóztatta. A per során elhangzott tanúvallomásokból egyebek mellett kiderült, hogy az előző években Durrës járókelői rendszeresen megsüvegelték az utcán sétáló Dibrát, és ez, mint burzsoá csökevény, elegendőnek bizonyult ahhoz, hogy államellenes agitáció és propaganda vádjával tízévnyi börtönbüntetésre ítéljék. Büntetéséből burreli, majd tiranai börtönökben töltött le nyolc és fél évet, amikor előrehaladott korára tekintettel szabadlábra helyezték. Agyvérzés vetett véget életének hetvenhat éves korában.